# Lagerstroemia speciosa
Ne doit pas être confondu avec lilas d'été.
Espèce
Classification phylogénétique
Lagerstroemia speciosa (ou lilas des Indes) est une espèce de plantes à fleurs de la famille des Lythraceae. C'est un arbre originaire d'Asie tropicale : Chine, Inde, Cambodge, Birmanie, Thaïlande, Viêt Nam, Indonésie, Malaisie et Philippines.
Il est utilisé comme arbre ornemental en particulier dans les jardins et est cultivé ailleurs dans le monde. On le trouve souvent en bordure d'avenue dans les grandes villes d'Asie du Sud-Est.

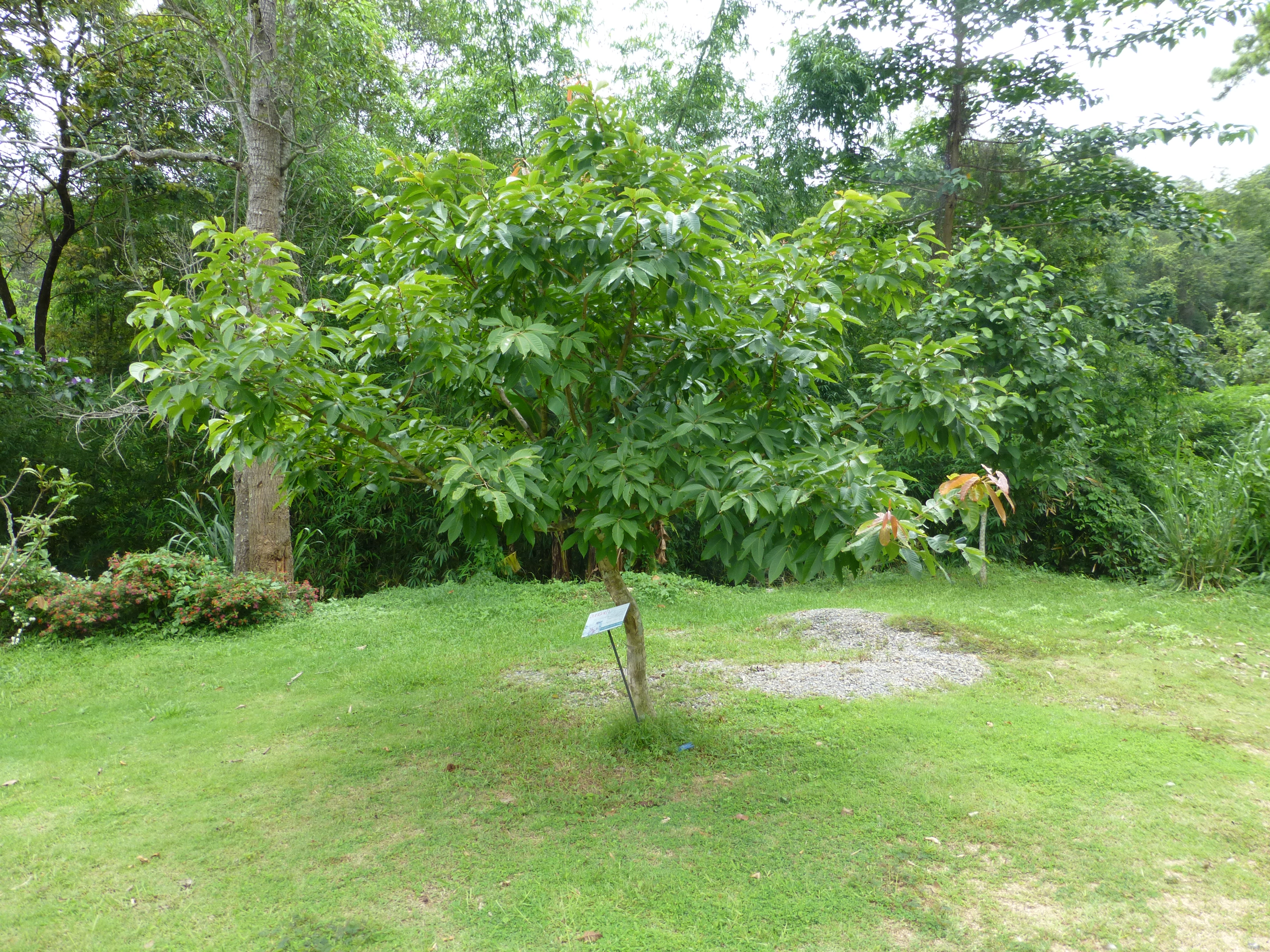
Vue général de l'arbre, au Jardin botanique de la reine Sirikit, en Thaïlande.
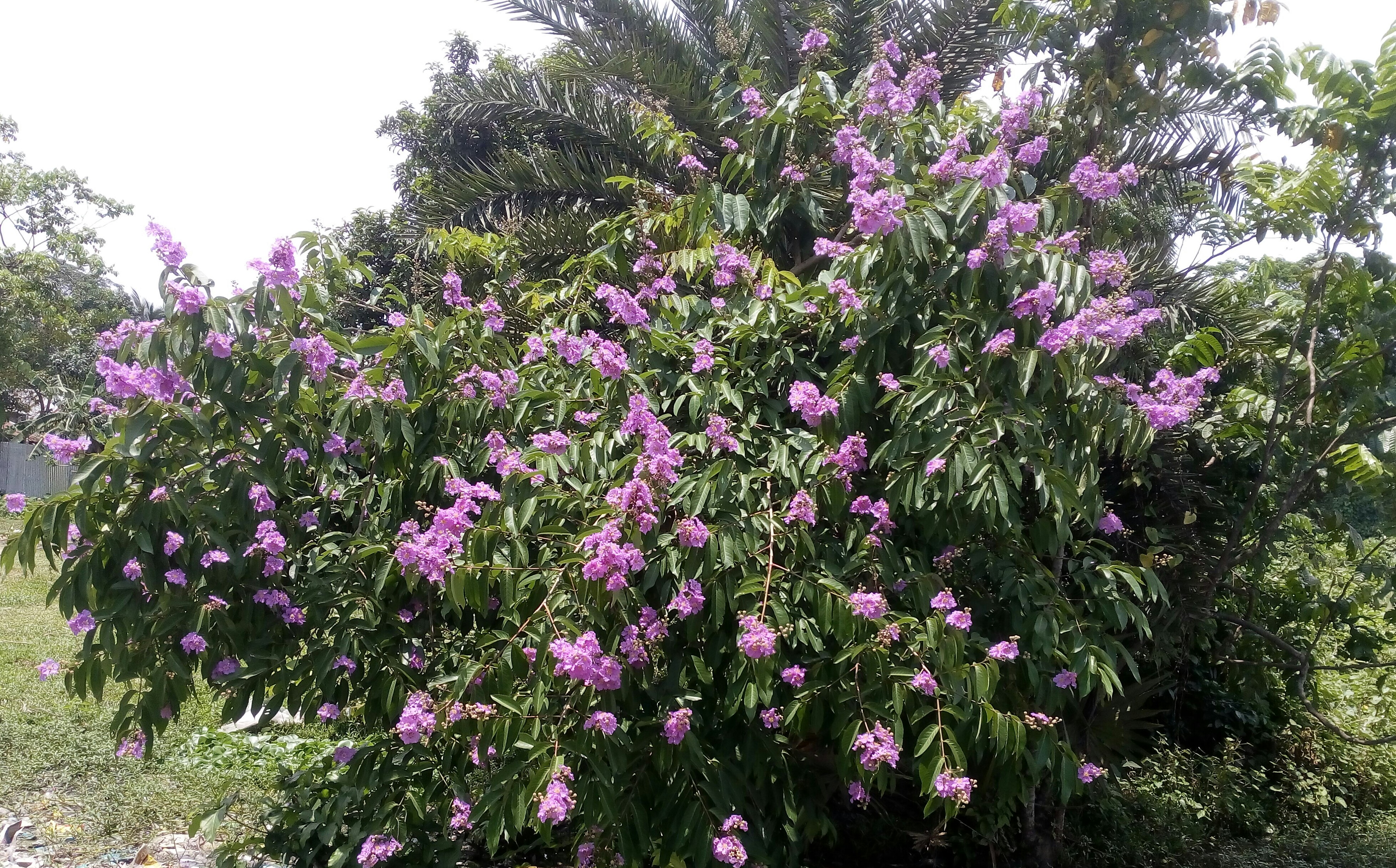
Vue général de l'arbre en fleurs, au Bangladesh.
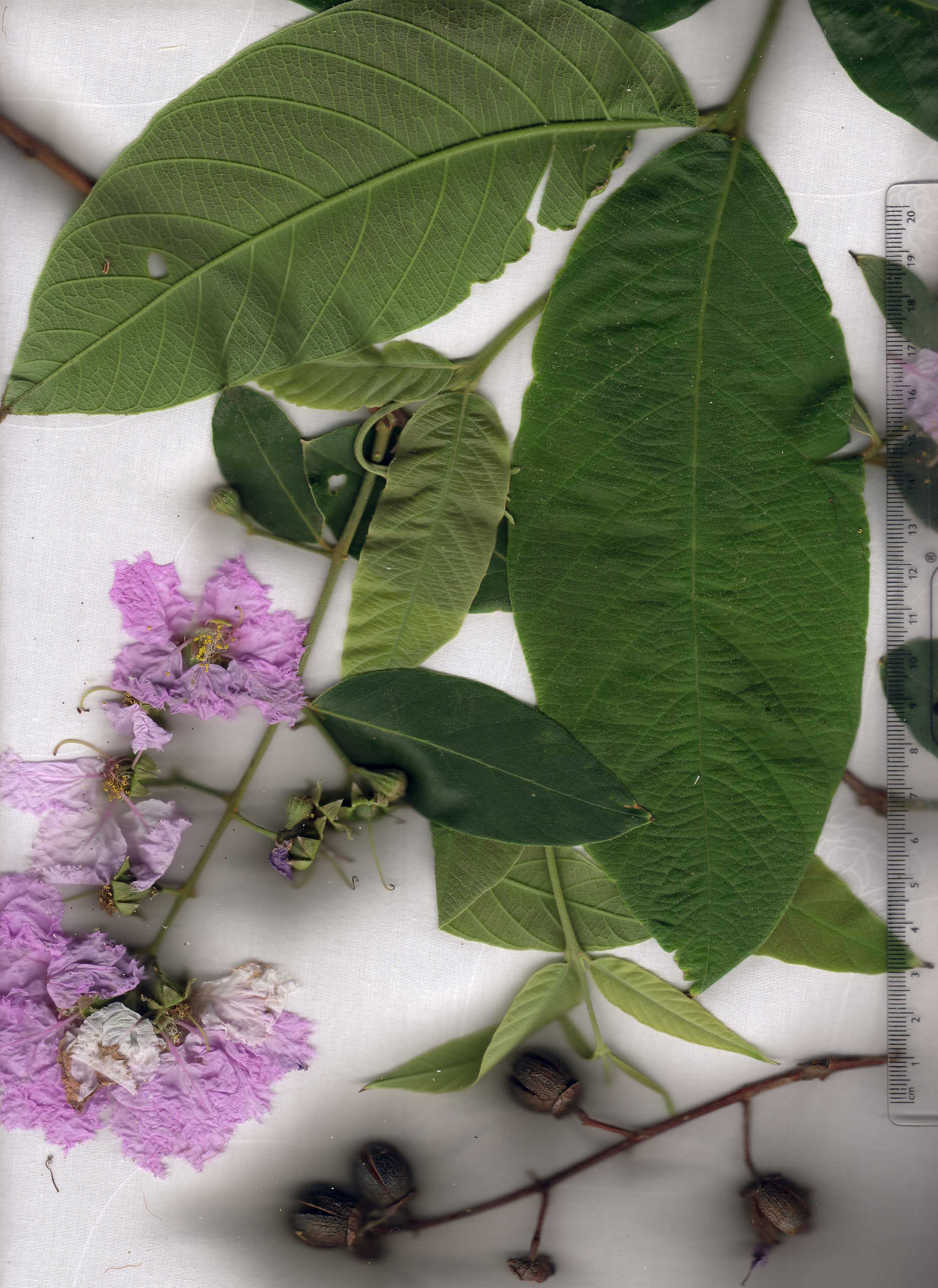
Feuilles et inflorescences.

Ce sont des arbres qui atteignent facilement 7 mètres de haut, et parfois même, bien que sa croissance soit lente, jusqu'à 30 mètres de haut.

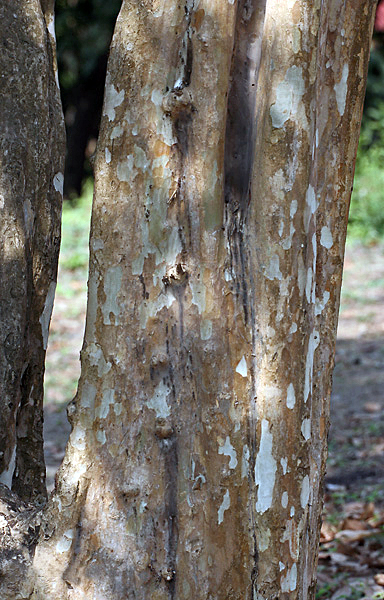
détail du tronc.
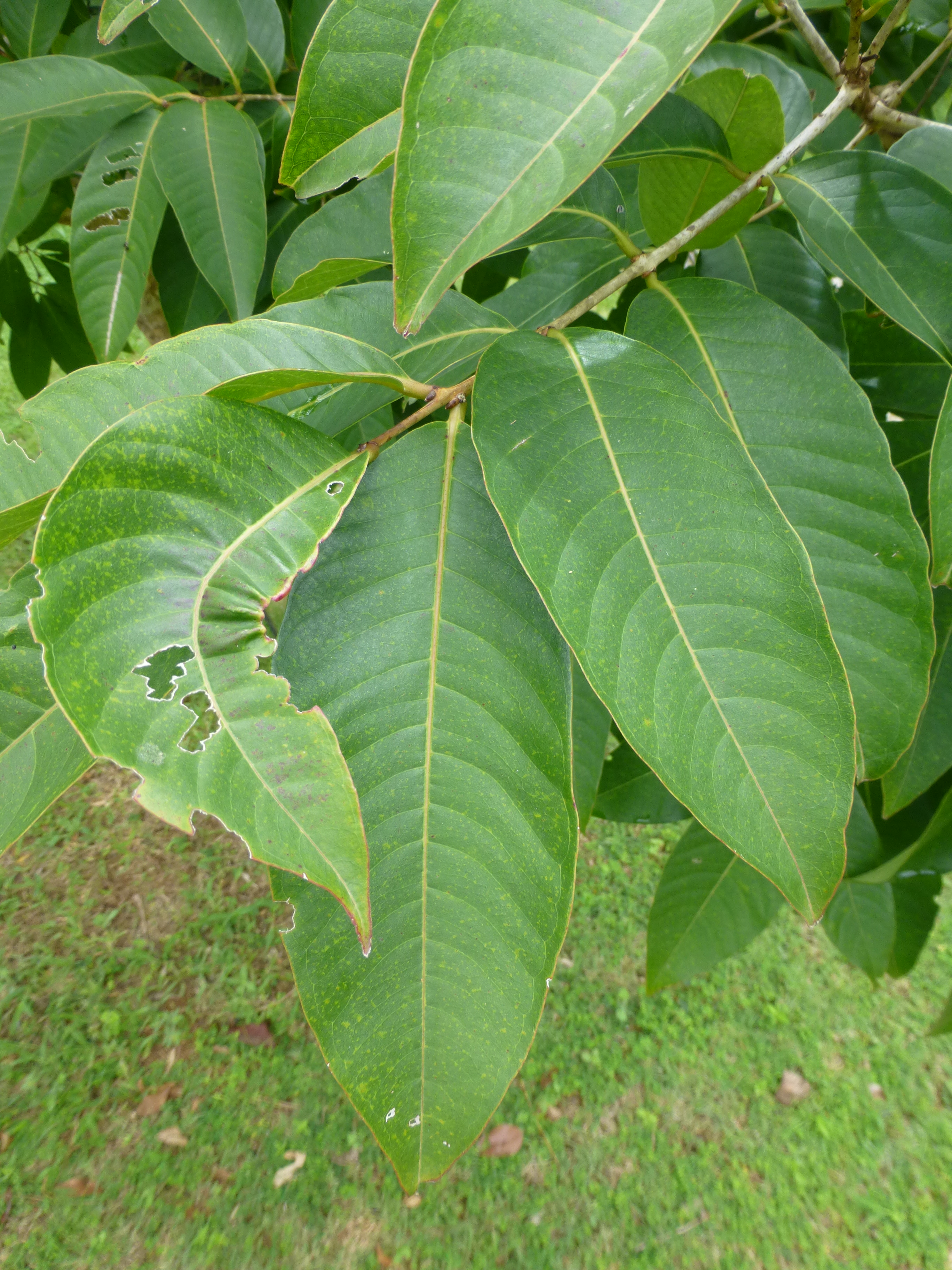
Feuilles.
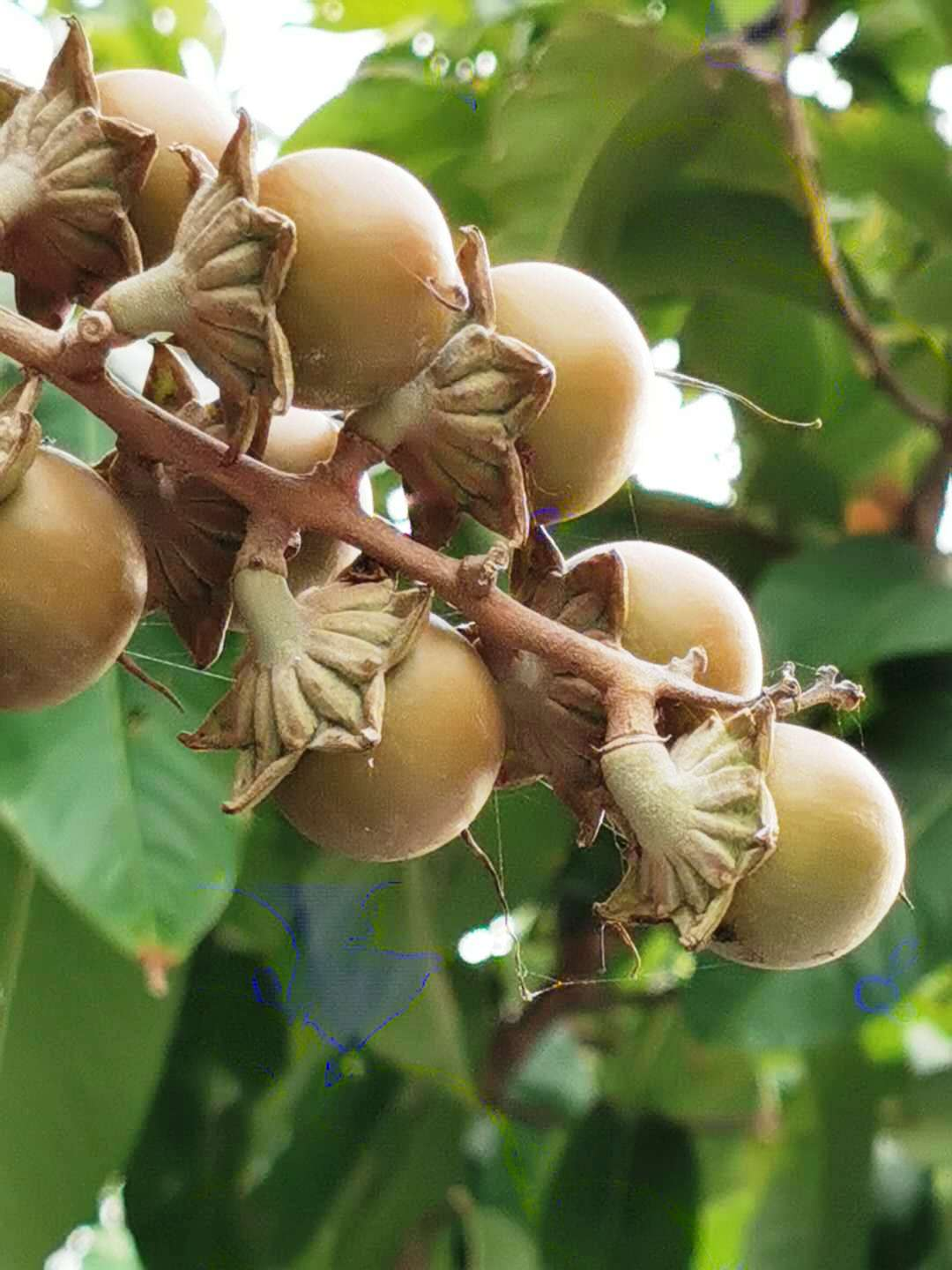
détail de calice.
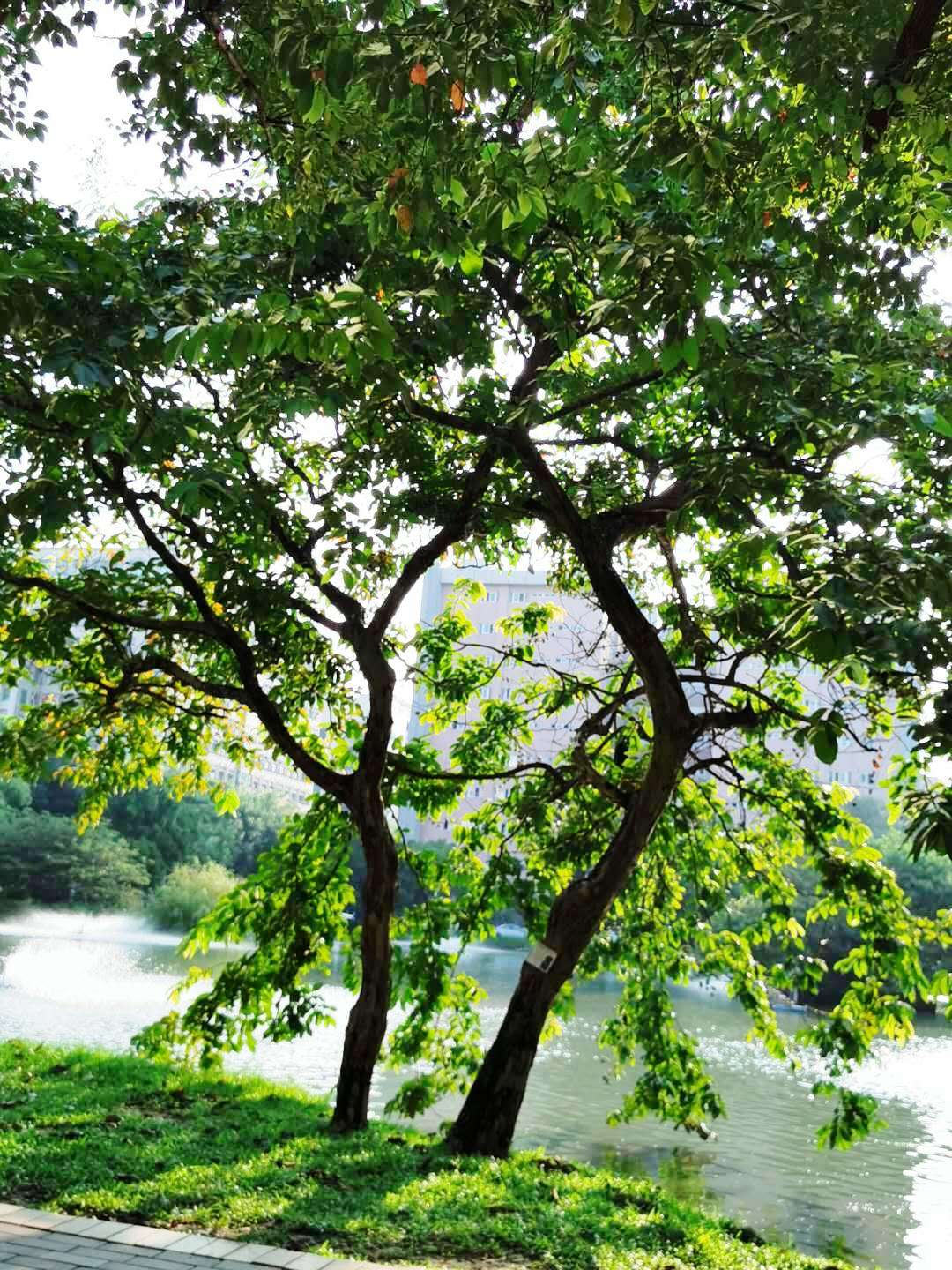
Lilas des Indes au bord d'un lac, à Taichung, à Taïwan.

## Synonymes
- Munchausia speciosa L.
- Lagerstroemia flos-reginae Retz.